# Canton de Briançon-Nord
Le canton de Briançon-Nord est une ancienne division administrative française située dans le département des Hautes-Alpes et la région Provence-Alpes-Côte d'Azur.

## Histoire
Canton créé en 1973.

## Représentation

### Conseillers généraux de l'ancien canton deBriançon
| Période | Période      | Identité                                   | Étiquette     | Qualité |
| ------- | ------------ | ------------------------------------------ | ------------- | --- |
| 1833    | 1840 (décès) | Benoît Bouchié (1793-1840)                 | Libéral       | Ancien officier (blessé à la Bataille de Leipzig) Agent comptable de la guerre, propriétaire à Briançon                                                                  |
| 1840    | 1844         | Jean-Jacques Fantin La Ribière (1771-1849) |               | Ancien greffier en chef du Tribunal de Briançon Propriétaire à Briançon et à La Ribière, Arvieux                                                                         |
| 1844    | 1845         | Barthélemy Chaix (1760-1852)               |               | Ancien Sous-Préfet (1800-1815), propriétaire à Briançon |
| 1845    | 1848         | Jacques Antoine Faure                      |               | Avocat à Gap |
| 1848    | 1852 (décès) | André Latour                               |               | Président du Tribunal de Première instance de Grenoble Président du Conseil Général (1849)                                                                               |
| 1852    | 1863 (décès) | Adolphe Arduin                             |               | Banquier, maire de Briançon |
| 1863    | 1874         | Paul Chancel                               |               | Négociant |
| 1874    | 1880         | Evariste Chancel (frère du précédent)      | Centre gauche | Manufacturier de la Schappe Maire de Briançon Député (1876-1877) |
| 1880    | 1886         | François Meyer (1818-1894)                 | Républicain   | Avocat et avoué Maire de Briançon |
| 1886    | 1914 (décès) | Charles Vagnat                             | Républicain   | Médecin Maire de Briançon (1897-1904), conseiller d'arrondissement Sénateur (1900-1914)                                                                                  |
| 1914    | 1919         | siège vacant                               |               | |
| 1919    | 1934         | Hippolyte Escalle (1862-1939)              | Radical       | Notaire à Briançon Maire de Briançon (1910-1919), conseiller d'arrondissement                                                                                            |
| 1934    | 1938 (décès) | Marcel Petit (1881-1938)                   | RG            | Médecin à Briançon, conseiller d'arrondissement |
| 1938    | 1940         | Justin Faure-Geors (1885-1972)             | SFIO          | Instituteur retraité à Briançon Président de la Fédération SFIO des Hautes-Alpes Déclaré "démissionnaire d'office" en 1941 en raison de son hostilité au Régime de Vichy |
|         |              |                                            |               | |
| 1945    | 1958         | Adrien Daurelle (1900-1961)                | DVD           | Notaire à Briançon |
| 1958    | 1964         | Robert Garraud                             | RS puis UNR   | Chirurgien - Député (1958-1962) Maire de Briançon (1965-1971) |
| 1964    | 1973         | Paul Blein (1913-1988)                     | CIR puis PS   | Chef d'entreprise Maire de Briançon (1957-1964) |

### Conseillers d'arrondissement du canton de Briançon (de 1833 à 1940)
Le canton de Briançon avait deux conseillers d'arrondissement.
| Période                                  | Période | Identité                           | Étiquette             | Qualité |
| ---------------------------------------- | ------- | ---------------------------------- | --------------------- | --- |
| 1833                                     | 1839    | François Augustin Delphin          |                       | Lieutenant-colonel commandant la place de Briançon                                                          |
| 1833                                     | 1839    | M. Faure                           |                       | Propriétaire à Briançon                                                                                     |
|                                          |         |                                    |                       | |
|                                          | 1886    | Charles Vagnat                     | Républicain           | Médecin à Briançon                                                                                          |
| 1886                                     |         | Jules-Alexis Brun                  | Républicain           | Banquier |
|                                          |         |                                    |                       | |
| 1898                                     | 1919    | Hippolyte Escalle                  | Radical               | Notaire à Briançon                                                                                          |
|                                          |         |                                    |                       | |
| 1907                                     | 1913    | Joseph Pons                        | Républicain démocrate | Pharmacien à Briançon                                                                                       |
|                                          |         |                                    |                       | |
| 1925                                     | 1934    | Marcel Petit                       | RG                    | Médecin à Briançon                                                                                          |
| 1925                                     | 1931    | Jean-Joseph Bonnaffoux (1871-1945) |                       | Hôtelier à Sainte-Catherine, Briançon                                                                       |
| 1931                                     | 1937    | Louis Chabas                       |                       | |
| 1937                                     | 1940    | Gaspard Prat                       | PDP                   | Cultivateur à La Vachette, Val-des-Prés                                                                     |
| 1937                                     | 1940    | Henri Farré                        | PDP                   | Pharmacien, conseiller municipal de Briançon                                                                |
| 1940                                     |         |                                    |                       | Les conseils d'arrondissement ont été suspendus par la loi du 12 octobre 1940 et n'ont jamais été réactivés |
| Les données manquantes sont à compléter. |         |                                    |                       | |

### Conseillers généraux du canton de Briançon-Nord (1973 à 2015
| Période                                  | Période | Identité                   | Étiquette   | Qualité                                                              |
| ---------------------------------------- | ------- | -------------------------- | ----------- | -------------------------------------------------------------------- |
| 1973                                     | 1998    | Georges Chabas (1940-2019) | RI puis RPR | Entrepreneur et commerçant en peinture, adjoint au Maire de Briançon |
| 1998                                     | 2015    | Gérard Fromm               | PS          | Vétérinaire retraité, maire de Briançon (2009-2020)                  |
| Les données manquantes sont à compléter. |         |                            |             |                                                                      |

## Composition
Le canton de Briançon-Nord se composait d’une fraction de la commune de Briançon et de trois autres communes. Il comptait 5 797 habitants (population municipale) au 1er janvier 2012.
| Nom                  | Code Insee | Intercommunalité   | Population (dernière pop. légale)              |
| -------------------- | ---------- | ------------------ | ---------------------------------------------- |
| Briançon (chef-lieu) | 05023      | CC du Briançonnais | Fraction : 4 322(2012) Commune : 12 392 (2014) |
| Montgenèvre          | 05085      | CC du Briançonnais | 536 (2014)                                     |
| Névache              | 05093      | CC du Briançonnais | 362 (2013)                                     |
| Val-des-Prés         | 05174      | CC du Briançonnais | 651 (2014)                                     |

## Démographie
| 1975 | 1982 | 1990  | 1999  | 2006  | 2011  | 2012  |
| ---- | ---- | ----- | ----- | ----- | ----- | ----- |
| -    | -    | 4 931 | 4 658 | 4 907 | 5 786 | 5 797 |